# توبس کورنر (تگزاس)
توبس کورنر، تگزاس (به انگلیسی: Tubbs Corner, Texas) یک منطقهٔ مسکونی در ایالات متحده آمریکا است که در تگزاس واقع شده‌است.

## خصوصیات
توبس کورنر ۷۵۴٫۰۸ متر بالاتر از سطح دریا واقع شده‌است.